# نفطه (شهر)
نفطه (به عربی: نفطة) یک منطقهٔ مسکونی در تونس است که در استان توزر واقع شده‌است. نفطه ۲۱٬۷۳۱ نفر جمعیت دارد و ۵۵ متر بالاتر از سطح دریا واقع شده‌است.